# Хоботный Нарчуг
Хоботный Нарчуг — река в России, протекает по Республике Коми и Архангельской области. Является правым притоком реки Нарчуг (бассейн Северной Двины).

## География
Устье реки находится в 29 км по правому берегу реки Нарчуг. Длина реки составляет 25 км. Хоботный Нарчуг начинается на севере Прилузского района республики Коми, близ границы с Архангельской областью. В среднем течении Хоботного Нарчуга, в Вилегодском районе Архангельской области расположен посёлок Хобот, который в настоящее время является нежилым.

## Данные водного реестра
По данным государственного водного реестра России относится к Двинско-Печорскому бассейновому округу, водохозяйственный участок реки — Вычегда от города Сыктывкар и до устья, речной подбассейн реки — Вычегда. Речной бассейн реки — Северная Двина.
Код объекта в государственном водном реестре — 03020200212103000024754.